# میلتون ارنست
میلتون ارنست (به انگلیسی: Milton Ernest) یک روستا و محله مدنی در بریتانیا است که در Bedford واقع شده‌است. میلتون ارنست ۷۵۴ نفر جمعیت دارد.